# Булимија
Булимија (лат. bulimia nervosa) је патолошка потреба за храном, неконтролисана прождрљивост, праћена осећањем незасите глади. То је поремећај у исхрани код кога се патолошки прекомеран апетит смењује са епизодама пражњења – самоизазване мучнине лаксативима, пилулама за дијету и сл. Булимија обично почиње као врста дијете. Подтипови укључују булимију са пражњењем или без њега или друга неприлагођена компулзивна понашања.
Булимичне особе су најчешће нормалне телесне тежине или гојазне, али постоји и један број мршавих булимичних особа. Око 95% булимичних особа пати од депресије, анксиозности и других психијатријских поремећаја. Утврђена је и повезаност између појаве булимије и зависности од психоактивних супстанци. Неуротрансмитери који се отпуштају у присуству хране вежу се за рецепторе и активирају исте регионе мозга као и психоактивне супстанце. Зависници који не могу да прибаве психоактивне супстанце често се преједају, док су изгладнеле особе склоније узимању психоактивних супстанци.

## Знакови и симптоми
Булимија обично укључује брзо и неконтролисано једење, које може престати када особу прекине друга особа или је стомак боли од прекомерних екстензија, након чега следи самоизазвано повраћање или други облици пражњења. Овај циклус се може понављати неколико пута недељно или, у озбиљнијим случајевима, неколико пута дневно и може директно изазвати:
- Хроничну гастроезофагеална рефлуксну болест после јела, секундарно после повраћања[7]
- Дехидрација и хипокалемија услед губитка калијума у бубрезима у присуству алкалозе и честог повраћања[8]
- Дисбаланс електролита, који може довести до абнормалних срчаних ритмова, срчаног застоја, па чак и смрти
- Езофагитис, или запаљење једњака
- Малори-Вајс синдром
- Руптура зида једњака услед повраћања
- Орална траума, у којој понављајуће уметање прстију или других предмета узрокује раздеротине на слузници уста или грла
- Раселов знак: жуљеви на зглобовима и рукама услед поновљене трауме из секутића[9]
- Перимолиза, или тешка дентална ерозија зубне глеђи[10]
- Отечене пљувачне жлезде (на пример, на врату, испод линије вилице)[10]
- Гастропареза, или одложено пражњење желуца
- Затвор или дијареја
- Тахикардија или палпитације
- хипотензија
- Пептични улкус
- Неплодност
- Сталне флуктуације тежине су уобичајене
- Може доћи до повећања нивоа шећера у крви, холестерола и амилазе
- Хипогликемија се може јавити након повраћања

Ово су неки од многих знакова који могу указивати на то да ли неко има булимију:
- Фиксација на број потрошених калорија
- Фиксација и екстремна свест о својој тежини
- Ниско самопоштовање и/или самоповређивање
- Суицидалне тенденције
- Неправилан менструални циклус код жена
- Редовни одласци у купатило, посебно убрзо након јела
- Депресија, анксиозни поремећаји и поремећаји спавања
- Честе појаве које укључују конзумирање ненормално великих порција хране[12]
- Употреба лаксатива, диуретика и дијеталних пилула
- Компулзивна или прекомерна вежба
- Нездрава/сува кожа, коса, нокти и усне
- Умор, или исцрпљеност

Као и код многих психијатријских болести, илузије се могу појавити, заједно са другим знацима и симптомима, остављајући особу са лажним уверењем које други обично не прихватају.
Људи са булимијом нервозом такође могу да вежбају до тачке која искључује друге активности.

## Интероцепција
Људи са булимијом испољавају неколико интероцептивних дефицита, у којима се јавља оштећење у препознавању и разликовању унутрашњих сензација, осећања и емоција. Људи са булимијом такође могу негативно реаговати на соматска и афективна стања. Што се тиче интероцептивне осетљивости, хипосензитивне особе можда неће детектовати осећај ситости на нормалан и благовремен начин, па су стога склоне да једу више калорија.
Испитивање са неуронске основе такође повезује елементе интероцепције и емоције; приметна преклапања се јављају у медијалном префронталном кортексу, предњем и задњем цингулату и предњем кортиксу инсула, који су повезани и са интероцепцијом и са емоционалном исхраном.

## Повезани поремећаји
Људи са булимијом имају већу вероватноћу од људи без булимије да имају афективни поремећај, као што је депресија или општи анксиозни поремећај. Једна студија је открила да је 70% имало депресију у неком периоду свог живота (за разлику од 26% одраслих жена у општој популацији), попевши се на 88% за све афективне поремећаје заједно. Друга студија Краљевске дечје болнице у Мелбурну на кохорти од 2.000 адолесцената на сличан начин је открила да они који испуњавају најмање два критеријума DSM-IV за булимију или анорексију имају шестоструко повећање ризика од анксиозности и удвострученог ризика од зависности од супстанци.
Неки са анорексијом нервозом показују епизоде булимичних тенденција кроз чишћење (било кроз самоизазвано повраћање или лаксативе) као начин да брзо уклоне храну из свог система. Може постојати повећан ризик за дијабетес мелитус типа 2. Булимија такође има негативне ефекте на зубе особе због киселине која пролази кроз уста од честог повраћања и изазива киселу ерозију, углавном на задњој површини зуба.
Истраживања су показала да постоји веза између булимије и нарцизма. Према студији Аустралијског националног универзитета, људи са поремећајима у исхрани су у позитивној корелацији са рањивим нарцисима. Ово може бити узроковано детињством у коме су родитељи минимизирали унутрашња осећања и мисли, што је довело до „високог фокуса на добијање валидације од других како би се одржао позитиван осећај себе“.
Студија Психофармаколошког истраживачког програма Медицинског факултета Универзитета у Синсинатију „не оставља никакву сумњу да су биполарни поремећаји и поремећаји у исхрани – посебно булимија нервоза и биполарни поремећај II – повезани“. Истраживање показује да већина клиничких студија указује да пацијенти са биполарним поремећајем имају већу стопу поремећаја у исхрани, и обрнуто. Постоји преклапање у феноменологији, току, коморбидитету, породичној анамнези и одговору на фармаколошко лечење ових поремећаја. Ово се посебно односи на „поремећену регулацију у исхрани, дисрегулацију расположења, импулсивност и компулзивност, жудњу за активношћу и/или вежбањем“.
Студије су показале везу између утицаја булимије на брзину метаболизма и уноса калорија са дисфункцијом штитне жлезде.

## Епидемиологија
- Мапа света поремећаја у исхрани-Смртни случајеви на милион особа-(СЗО2012).Учесталост булимије нервозе се процењује на 10-15 на 1.000 жена годишње.
- Сматра се да је преваленција током живота код жена око 2%.[26]
- Јавља се у свим друштвено-економским групама. Чешће је у западним друштвима.
- Јавља се код десет пута више жена него код мушкараца, иако се верује да се инциденција код мушкараца повећава.
- Чешће је у адолесценцији и младом одраслом добу.
- Многи са булимијом не траже лечење.[27]

Тачне цифре преваленције је тешко утврдити због броја оних који не траже медицинску помоћ, недостатка података специфичних за земљу и укрштања са поремећајем преједања (БЕД).

## Ризични фактори
Чини се да је развој булимије нервозе мултифакторски и тешко га је утврдити. Поред женског пола, потенцијални фактори ризика укључују:
- Гојазност родитеља и деце.
- Породична дијета.
- Породична историја поремећаја у исхрани (приказана висока херитабилност).
- Историја тешких животних стресова и могућег сексуалног или физичког злостављања.
- Родитељски и преморбидни психијатријски поремећај или злоупотреба супстанци.
- Родитељски проблеми, као што су висока очекивања, ниска брига и претерана заштита, и поремећаји у детињству, као што су смрт родитеља и зависност од алкохола.
- Рана искуства критика у вези са навикама у исхрани или телесном тежином.
- Притисак да је танак (из културних или породичних извора).
- Рекреативни притисак (манекенке, џокеји, балетски играчи, спортисти).
- Рана менарха.

Преморбидне карактеристике као што су перфекционизам, анксиозност, опсесивне особине, ниско самопоштовање, емоционално нестабилан поремећај личности (раније гранични поремећај личности), тешкоће у решавању конфликта.

## Узроци

### Биолошки
Као и код анорексије нервозе, постоје докази о генетским предиспозицијама које доприносе настанку овог поремећаја у исхрани. Показало се да су абнормални нивои многих хормона, посебно серотонина, одговорни за нека поремећена понашања у исхрани. Неуротрофни фактор изведен из мозга (БДНФ) се истражује као могући механизам.
Постоје докази да полни хормони могу утицати на апетит и исхрану код жена и на појаву булимије. Истраживања су показала да жене са хиперандрогенизмом и синдромом полицистичних јајника имају поремећај регулације апетита, заједно са угљеним хидратима и мастима. Ова дисрегулација апетита се такође примећује код жена са булимијом. Поред тога, студије гена на мишевима су показале да мишеви који имају ген који кодира естрогенске рецепторе имају смањену плодност због дисфункције јајника и дисрегулације андрогених рецептора. Код људи, постоје докази да постоји повезаност између полиморфизама у ЕРβ (рецептор естрогена β) и булимије, што сугерише да постоји корелација између полних хормона и булимије нервозе.
Булимија се пореди са зависношћу од дрога, иако је емпиријска подршка за ову карактеризацију ограничена. Међутим, људи са булимијом нервозом могу да деле рањивост везану за допамин Д2 рецептор са онима са поремећајима употребе супстанци.
Дијета, уобичајено понашање код булимичара, повезана је са нижим нивоима триптофана у плазми. Смањење нивоа триптофана у мозгу, а самим тим и синтеза серотонина, као што је акутна исцрпљеност триптофана, повећава булимичне нагоне код тренутно и раније булимичних појединаца у року од неколико сати.
Абнормални нивои пептида у крви важних за регулацију апетита и енергетског баланса примећени су код особа са булимијом, али остаје непознато да ли је то стање или особина.
Последњих година, еволуциона психијатрија као научна дисциплина у настајању проучава менталне поремећаје из еволуционе перспективе. Да ли поремећаји у исхрани, а посебно булимија, имају еволуциону функцију или су нови модерни проблеми „животног стила“ и даље се расправља.

## Лечење
До 80% људи са булимијом се потпуно опорави третманом, иако се бројке увелико разликују. Ако се опоравак не догоди у року од пет година, већа је вероватноћа да ће прећи у хронични ток. Ризик од смрти је знатно мањи од оног код анорексије нервозе и процењује се на око 0,4%, што је последица благог пораста самоубистава.